# Gisela Zies
Gisela Zies (* 13. Juni 1939 in Herzberg am Harz) ist eine deutsche Schriftstellerin.

## Leben
Gisela Zies wuchs auf im niedersächsischen Northeim. Nach einem Studium der Kunstpädagogik, das sie mit dem Staatsexamen abschloss, absolvierte sie eine Schauspielausbildung. Von 1966 bis 1970 war sie als Schauspielerin am Stadttheater in Bremen tätig. Seit 1970 lebt sie in Berlin, wo sie anfangs als Schauspielerin, Regieassistentin und Lehrerin wirkte; heute arbeitet sie als
freie Schriftstellerin für Theater und Rundfunk. 1977 wirkte sie in dem Spielfilm Die allseitig reduzierte Persönlichkeit – Redupers von Helke Sander mit. 1981 nahm sie am Ingeborg-Bachmann-Wettbewerb in Klagenfurt teil.
Gisela Zies ist Verfasserin von Theaterstücken, Erzählungen,
Essays und Funkfeatures.
Gisela Zies ist im Verband deutscher Schriftstellerinnen und Schriftsteller, in der Neuen Gesellschaft für Literatur und der Dramatiker-Union organisiert. In den 1970er und 1980er Jahren erhielt sie mehrmals ein Arbeitsstipendium für Berliner Schriftsteller.

## Werke
- Drei Stücke, Berlin 1976
- Stilleben, Berlin 1977
- Die Schlange aber, Berlin 1978
- Siebenjahr, Münster 1981
- Zwischen Fuß und Tag, Pullach im Isartal 2005
- Sprache, alte Dame – Erzählung in einunddreißig Bildern. Zwiebook, Dresden 2012, ISBN 978-3-943451-00-9.